# Plodio
Plodio (en lígur: Ciòi; en piemontès: Ploj) és un comune (municipi) a la província de Savona, a la regió italiana de la Ligúria, situat uns 50 km a l'oest de Gènova i uns 20 km al nord-oest de Savona. Es troba a la vall del riu Bormida, a prop del coll de Cadibona.